# Theodor Leschetizky

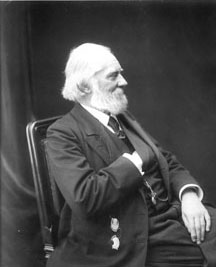
Theodor Leschetizky

Theodor Hermann Leschetizky (Łańcut, 22 de junho de 1830 — Dresden, 14 de novembro de 1915) (às vezes soletrado como Leschetitzky; em polonês, Teodor Leszetycki) foi um pianista, compositor e professor polonês. 

## Vida
Nasceu aos 22 de junho de 1830 em Łańcut, antes chamada Landshut no Reino da Galícia e Lodoméria (também conhecido como Polônia Austríaca). Seu pai, Joseph Leschetizky, era um dotado pianista e professor de música nascido em Veneza. Sua mãe Thérèse von Ullmann era uma talentosa cantora de origem alemã. Desde muito cedo mostrou-se altamente dotado para o piano. Seu pai deu-lhe suas primeiras aulas de piano e depois o levou a Viena para estudar com Carl Czerny. Aos onze anos, tocou em um concerto em Łańcut, com a condução por Franz Xaver Wolfgang Mozart, filho de Wolfgang Amadeus Mozart. Aos quinze, começou a lecionar seus primeiros alunos. Aos dezoito, tornou-se um renomado concertista.
Ensinou piano no conservatório de São Petersburgo, juntamente com Anton Rubinstein, de quem era grande amigo. Ainda na Rússia, casou-se com uma de suas mais famosas alunas, Anna Essipova, a segunda de suas quatro esposas, com quem ele teve dois filhos; uma filha, a cantora e professora Theresa e um filho, Robert. Em Viena foi professor de Paderewski, Ignaz Friedman, Artur Schnabel, Alexander Brailowsky, Ossip Gabrilowitsch e Mieczyslaw Horszowski, entre outros.
Compôs várias peças para piano, um concerto para piano, duas óperas e canções. Em 1906, gravou para a Welte-Mignon várias composições, incluindo algumas de sua própria autoria. Lecionou até os 85 anos, mudando-se para Dresden em 1915. Faleceu aos 14 de novembro de 1915 em Dresden.

## Lema
"Não existe vida sem arte, não existe arte sem vida!"